# تنبلی چشم
تنبلی چشم یا آمبلیوپی (به انگلیسی: Amblyopia) که در حدود ۳٪ از افراد دیده می‌شود زمانی رخ می‌دهد که چشم در دوره کودکی دید طبیعی نداشته باشد. این اختلال که معمولاً در یک چشم دیده می‌شود به دلیل اختلال دید چشم تنبل بر اثر عوامل مختلف نظیر عیوب انکساری (دوربینی، نزدیک بینی، یا آستیگماتیسم)، انحراف چشم (لوچی یا استرابیسم)، یا عدم شفافیت مسیر بینایی (ناشی از عواملی نظیر آب مروارید، کدورت قرنیه، یا افتادگی پلک) رخ می‌دهد. عدم وضوح تصویر در چشم بیمار و بهتر بودن تصویر ایجاد شده در چشم سالم سبب می‌شود تا مغز بین دو چشم، چشم سالم را برای دیدن انتخاب کند و در واقع مسیر ارسال تصویر از چشم بیمار به مغز را مسدود یا اصطلاحاً دید چشم بیمار را «خاموش» کند. نتیجتاً از چشم معیوب استفاده نشده و سبب تنبلی آن می‌شود.

## علائم تنبلی چشم
تنبلی چشم معمولاً در سنین زیر ۶ سال ایجاد شده و اغلب توسط والدین کشف می‌شود. در سنینی که کودک قادر به بیان مشکلات خود می‌باشد ممکن است از ضعف بینایی، خستگی چشم یا سردرد شکایت داشته باشد. اما در اغلب موارد کودک شکایتی ندارد. ممکن است علایم بیماری‌های مسبب تنبلی چشم نظیر انحراف چشم و آب مروارید منجر به تشخیص شوند؛ ولی زمانی که تنبلی چشم ناشی از عیوب انکساری باشد تشخیص آن مشکل است زیرا کودکان به راحتی توسط چشم دیگر می‌بینند و کمبود دید در چشم بیمار را جبران می‌کنند.

## درمان تنبلی چشم
تنبلی چشم در صورتی‌که در زمان مناسب تشخیص داده شود به راحتی قابل درمان است. درمان تنبلی چشم معمولاً به صورت بستن چشم سالم و وادار کردن مغز به دیدن با چشم تنبل است. این درمان ممکن است هفته‌ها یا حتی ماه‌ها طول بکشد که البته چشم سالم باید به تناوب باز شود. در مواردی که تنبلی ناشی از عیوب انکساری است تجویز عینک یا لنز توسط اپتومتریست یا چشم پزشک سبب وضوح تصویر در چشم معیوب و درمان تنبلی خواهد شد. مواردی نیز که تنبلی ناشی از انحراف چشم است با جراحی و اصلاح انحراف قابل درمان است.
تکامل سیستم بینایی تا سنین ۸ تا ۱۰ سالگی صورت می‌گیرد و درمان تنبلی چشم بعد از این سنین بسیار بعید است؛ بنابراین در صورتی‌که چشم تنبل در سنین پایین درمان نشود بعد از سن ۱۰ سالگی در اکثر موارد هیچ درمانی نخواهد داشت و ممکن است منجر به از دست رفتن شدید دید در یک چشم شود.
برای جلوگیری از تنبلی چشم، کودک باید بعد از تولد در زایشگاه توسط متخصص کودکان و در سنین ۳ تا ۴ ماهگی و ۲ تا ۳ سالگی توسط اپتومتریست معاینه شود.
محققان می‌گویند، تماشای انیمیشن‌های سه بعدی با استفاده از عینک سه بعدی، می‌تواند یک گزینه مناسب برای درمان تنبلی چشم در کودکان باشد.
از دیگر روش‌های موجود برای بهبود تنبلی چشم می‌توان به «بستن چشم کودک با پد چسب دار»، «استفاده از چشم بند عینک جهت نصب روی عینک کودک»، «استفاده از بازی‌های رایانه و نرم‌افزار مخصوص تمرین چشم تنبل»، «استفاده از نرم‌افزار ۳ بعدی» و «شرکت در جلسات ویژن تراپی» اشاره کرد. یکی دیگر از روش‌های نوین درمان تنبلی چشم استفاده از عینک‌های هوشمند تنبلی چشم است.
بستن چشم یکی روشهای متداول در درمان تنبلی چشم است که روش مفید و کارآمدی می‌باشد و توسط  چشم پزشک برای یه دوره خاص تجویز می‌شود. استفاده از پد چشمی استاندارد که در آن هیچ نوری وارد چشم کودک نشود جز موارد ضروری جهت درمان تنبلی چشم بوده‌است. پد تنبلی چشم باید به صورت ضد آلرژی و حساسیت باشد.
این عینک برای اولین بار ۱۴ سال قبل در کشور آمریکا مراحل آزمایشی خود را گذراند، در اولین آزمایش این عینک سی و سه کودک ۳ تا ۸ سال آن را به چشم زدند. یک گروه از این افراد روزی ۴ ساعت عینک می‌زدند (که شیشه چشم سالم، هر ۳۰ ثانیه یک بار تار می‌شد) و گروه دیگر روزی ۲ ساعت چشم بند می‌بستند. سه ماه بعد بینایی این بچه‌ها معاینه و مشخص شد که بهبود بینایی چشم تنبل در هر دو گروه تقریباً یکسان بوده‌است. نتیجه این آزمایش به جلسه سالانه آکادمی چشم پزشکی آمریکا در لاس وگاس ارایه شد. سازمان مدیریت غذا و داروی آمریکا “FDA” صلاحیت کارکرد عینک آمبیلز را تأیید کرده‌است. و هم‌اکنون در بسیاری از کشورها در حال استفاده و درمان کودکان مبتلا به تنبلی چشم می‌باشد.
.